# 安妮卡·内斯沃尔德
安妮卡·内斯沃尔德（瑞典語：Annika Nessvold，1971年2月24日—），瑞典女子足球运动员。她曾代表瑞典国家队参加1995年国际足联女子世界杯和1996年夏季奥林匹克运动会，均未进入前三名。